# Georg von Adelmann

Georg von Adelmann

Georg Franz Blasius Adelmann, später von Adelmann, (* 28. Juni 1811 in Fulda; † 16. Juni 1888 in Berlin) war ein deutscher Chirurg und Hochschullehrer.

## Leben
Georg Adelmann wurde 1811 als erster Sohn des Arztes Vinzenz Adelmann in Fulda geboren. Franz Joseph Adelmann (1787–1868), der Bruder von Georgs Vater, war Lehrstuhlinhaber für Naturwissenschaften an der Universität Löwen, und Georg Adelmann studierte dort zunächst Naturwissenschaften. Nach seinem Medizinstudium an der Philipps-Universität Marburg und der Julius-Maximilians-Universität Würzburg wurde er am 22. August 1832 in Würzburg zum Dr. med. promoviert. Danach wirkte er als Assistenzarzt an der medizinischen Klinik in Marburg, später als Arzt in Fulda und schließlich als Assistenzarzt an der chirurgischen Klinik in Marburg. Am 2. Dezember 1837 habilitierte er sich dort zum Privatdozenten. Infolge der Empfehlung des berühmten Heidelberger Chirurgen Maximilian Joseph von Chelius wurde er im Juli 1841 als Nachfolger von Nikolai Iwanowitsch Pirogow an den Lehrstuhl für Chirurgie nach Universität Dorpat berufen. Dort wirkte er bis 1871, worauf er nach Berlin umzog, wo er 1888 verstarb. Er wurde 1855 in die Deutsche Akademie der Naturforscher Leopoldina gewählt und 1860 zum wirklichen kaiserlich russischen Staatsrat ernannt. 
Sein Nachfolger in Dorpat wurde sein Schüler und Schwiegersohn Ernst von Bergmann. Ein Enkel war der Botaniker Fedor Bucholtz.

## Schriften
- De dignitate lithontritiae.  Dissertatio Inauguralis, Typis Muellerianis, Fuldae 1832 (Digitalisat)
- De steatomate, proprio tumorum parasitorum genere: Commentatio pathogenetica chirurgica. Marburg 1837 (Digitalisat)
- Untersuchungen bei krankhaften Zuständen der Oberkieferhöhle. Dorpat und Leipzig 1844 (Digitalisat)